# Rhynchospora riparia
Rhynchospora riparia är en halvgräsart som först beskrevs av Christian Gottfried Daniel Nees von Esenbeck, och fick sitt nu gällande namn av Johann Otto Boeckeler. Rhynchospora riparia ingår i släktet småag, och familjen halvgräs. Inga underarter finns listade i Catalogue of Life.